# Zátor (przystanek kolejowy)
Zátor – przystanek kolejowy w Zátorze, w kraju morawsko-śląskim, w Czechach. Przystanek znajduje się na wysokości 400 m n.p.m. i leży na linii kolejowej nr 310.